# بريسيلا لوسون
بريسيلا لوسون (بالإنجليزية: Priscilla Lawson)‏ هي عارضة وممثلة أمريكية، ولدت في 8 مارس 1914 بإنديانابوليس في الولايات المتحدة، وتوفيت في 27 أغسطس 1958 بلوس أنجلوس في الولايات المتحدة.

## أعمال

### أفلام
- (1938) طيار الاختبار

## وصلات خارجية
- بريسيلا لوسون على موقع IMDb (الإنجليزية)
- بريسيلا لوسون على موقع أول موفي (الإنجليزية)
- بريسيلا لوسون على موقع قاعدة بيانات الأفلام السويدية (السويدية)
- بريسيلا لوسون على موقع قاعدة بيانات الفيلم (الإنجليزية)